# BMT 캐나시선
캐나시 선(Canarsie Line, 또는 14번가-캐나시 선/14th Street–Canarsie Line)은 뉴욕 지하철 체계의 BMT 부분 철도 노선이다. 노선명은 브루클린의 캐나시 인근에 있는 종착지 이름을 따왔다. 뉴욕 지하철 노선도 및 역 표지판에 있는 밝은 슬레이트 회색으로 표시된 L 열차를 상시 운행한다.
이 노선은 BMT 이스턴 디비전(BMT Eastern Division)의 일부이며 때때로 이스턴 디스트릭트 선(Eastern District Line)이라고도 한다. 이것은 윌리엄스버그를 가리키며, 윌리엄스버그 시가 이전 브루클린 시에 의해 병합되었을 때 브루클린의 "동부 지구(Eastern District)"로 묘사되었다. 이는 원래 브루클린 지하철 부분의 노선에 배치 된 위치였다. 이후 캐나시에 이르는 선로와 연결되는 유일한 노선이었다. 이스턴 디스트릭트 하이스쿨(Eastern District High School)은 그랜드 스트리트 역 근처에 있었는데, 1996년에 문을 닫을 때까지 이 지명학을 보존했으며, 후에 그랜드 스트리트 교육 캠퍼스(Grand Street Educational Campus)로 재개되었다.

## 범위 및 운행계통
캐나시 선을 사용하는 운행 계통은 중간 회색으로 표시된다. 다음 운행 계통은 캐나시 선 전구간을 사용한다.
|          | 시간대  | 구간      |
| -------- | ------- | --------- |
| "L" 열차 | 전 시간 | 구간 전체 |

캐나시 선은 맨해튼의 8번로(Eighth Avenue)와 14번가(14th Street)에서 캐나시의 락어웨이 파크웨이(Rockaway Parkway)까지 운행한다. 맨해튼과 브루클린의 짧게 뻗은 보존 선로를 제외하고는 전체에 걸쳐 복선으로 되어있다.
현재 노선은 맨해튼 종착지에서 브루클린의 이스트뉴욕 구간에 있는 브로드웨이 정션(Broadway Junction)까지는 복선 지하철이며, 윌슨 애비뉴(Wilson Avenue)의 짧게 늘어진 구간을 제외하고는 남행 선로가 실내, 바로 위 실외에 지면층의 북행 선로가 있는 2층 구조이다. 북행 궤도가 지하에 있는 것처럼 보일지라도, 실제로 모팻 스트리트(Moffat Street)의 남동쪽 윌슨 애비뉴의 선로 끝자락에서 북행 승강장에서 역 입구까지 이어지는 계단이 없기 때문에 실제로는 지상 바깥에 있다. 이는 트리니티 공동묘지(Trinity Cemetery) 경계에 직접 밀착된 뉴욕 연결철도(New York Connecting Railroad)에 대해 직결되는 선로 때문이다. 캐나시 선에는 급행 선로가 없다. 따라서 모든 열차는 해당 경로를 통해 완행 운행을 제공한다.
브로드웨이 정션(Broadway Junction) 직전에 BMT 자메이카 선을 지나는 고가 구조물로 나온다. 브로드웨이 정션과 애틀랜틱 애비뉴 사이에는 캐나시 선을 자메이카 선 및 이스트뉴욕 야드(East New York Yard) (그리고 1956년까지 풀튼 스트리트 고가철도(Fulton Street Elevated))에 연결하는 입체교차를 통하여 캐나시 선의 유일한 선로 연결부가 있다. 캐나시 선은 브로드웨이와 풀튼 스트리트 고가 노선에서 리버티 애비뉴 고가철도(Liberty Avenue Elevated, 여전히 IND 풀튼 스트리트 선의 동쪽 일부로 있음)까지의 연결로 애틀랜틱 애비뉴(Atlantic Avenue)에서 구조를 공유했다.
피츠킨 애비뉴의 동쪽, 캐나시 선은 1906년 서터 애비뉴(Sutter Avenue) 역으로 진입한 원래 선로에서 분리된 복선 고가 구조물로 들어간다. 다음 역인 리보니아 애비뉴(Livonia Avenue), IRT 뉴 로츠 선의 리보니아 애비뉴 고가물 위를 지나거나, 바로 이 지점을 넘으면 트랙과 구조물 시설인 Linden Shops에 대한 단선 연결이 된다. 브로드웨이 정션에서의 연결 외에도,이 비전철화 야드 연결은 지하철 시스템의 나머지 부분에 대한 유일한 다른 연결이며, 간접적으로 뉴 로츠 선에 연결되기 때문이다. B 디비전 크기의 차량은 A 디비전의 폭 제한으로 인해 이 노선에 들어올 수 없다.
다음 역 너머, 뉴 로츠 선의 고가 구간이 끝나고 경사면이 캐나시 아래의 원래 1865년 지상 구간 우선 통행권으로 가게되는데, 이는 뉴욕 교통국 시스템에서 2번째로 오래된 우선 통행권이다. 이 노선은 락어웨이 파크웨이(Rockaway Parkway)의 노선의 끝까지 지상으로 운행된다.

## 운행 패턴
이 노선의 운행 패턴은 수년 동안 거의 변화하지 않았다.; 처음에는 열차가 윌리엄스버그의 페리(나중에 맨해튼으로 확장됨)에서 맨해튼 정션(Manhattan Junction)을지나 브로드웨이를 통해 캐나시까지 운행되었다.
지하철이 개통했을 때, 캐나시에서 맨해튼까지 두 가지 서비스(브로드웨이 고가철도(Broadway Elevated)의 원래 경로와 14번가-캐나시 선에서의 14번가 행 경로.)가 제공되었다.
1936년, 새로운 경량 지하철-고가 장비의 설립으로 인해, 새로운 러시아워 전용 서비스가 8번로와 14번가에서 리버티 애비뉴 고가철도의 동쪽 끝에 있는 레퍼츠 블러바드 역로 출범했다.(풀튼 스트리트 고가철도에서 이어짐). 8번로-캐나시 노선에는 BMT 16으로 표시되었고, 루퍼츠 블러바드로 운행되는 열차는 대개 13으로 표시되었다. 풀턴 스트리트 엘(Fulton Street El)의 철거가 끝나자 브로드웨이 정션에서 flyover를 통해 브로드웨이 고가철도(자메이카 선)의 캐나시까지 러시아워 브로드웨이 행 열차가 운행되었다.; 1967년 모든 BMT 서비스가 노선문자를 받았을 때 전체 캐나시 선을 사용하는 16 LL로 지정되었다. 러시아워 브로드 웨이 서비스(14번)는 JJ로 지정되었고, 브로드웨이 정션의 캐나시 선으로 전환하는 대신 자메이카 선에 있던 KK로 교체된 1968년까지 운영되었다. Flyover 연결은 그 이후로 수익 서비스를 위해 산발적으로만 사용되었다.

## 체인 정보
- 전체 라인은 BMT Q로 체인(chain,연결)되어있다. 이는 L로 지정된 노선에서 운용하는 문자 체계와 관계가 없다.[2]
- 노선상의 트랙은 캐나시 행으로 Q1, 맨해튼 행으로 Q2이다.[2]
- 체이닝 제로(chaining zero)는 맨해튼의 8번가와 14번가의 나침반 방향 서쪽 끝에 위치한 BMT Q이다. 전체 캐나시 선은 체인 문자 BMT Q와 동일한 시간을 차지하며, 이 체인 문자는 다른 노선에 사용되지 않는다.[2]이 선로의 북쪽 철도는 맨해튼을 향하고 있으며, 나침반 방향으로 북서쪽에서 서쪽 사이에 해당한다.[2]

### 2004 체인 수정
2004년 이전에, 캐나시 선 간의 체인은 그것의 역사적인 근원을 반영했다. 1906년 피킨(Pitkin)과 반신데렌 (Sinderen) 노선이 고가의 낡은 풀튼 스트리트에서 쪼개진 지점에서 최초로 상승한 통행 우선권은 BRT 체인 P, 1906년 피킨 및 반신데렌 애비뉴가 구식의 풀튼 스트리트 고가철도에서 분리된 지점에서 최초의 고가 통행 우선권(right-of-way)은 BRT 체인 선 P로 지정되었으며, 그 부분에 대한 체이닝 제로(chaining zero)는 동일한 위치에 있었다.
1924년과 1928년에 개장한 14번가-캐나시 선은 듀얼 컨트렉트(Dual Contracts)로 건설되었거나 재건되었으며 BMT Q는 맨해튼의 6번로(Sixth Avenue)와 14번가(14th Street)에서 시작하여 피킨 애비뉴(Pitkin Avenue)에서 연결되는 BMT P 시점까지로 확장되었다. BMT Q 체인 노선의 체이닝 제로(Chaining zero)도 6번로에 있었다.
노선이 1931년 8번로로 확장되었을 때, BMT Q 체인 노선의 체이닝 제로는 옮겨지지 않았다. 노선의 모든 신호 지정 및 체인 역을 변경하는 대신 새 구간을 동일한 체이닝 제로에서 서쪽으로 확장하고 지정된 체인 선 BMT QW를 사용했다.
열차 운행의 자동화 설치가 신호 시스템의 완전교체를 필요로 했을 때, MTA는 전체 노선 BMT Q를 만들고 이 노선의 서쪽 끝에 체이닝 제로를 이동하기로 결정했다. 따라서 노선 상의 모든 위치의 체인 역을 변경해야하며, 1920년경의 기존 BRT에서 듀얼 컨트렉트가 변경된 이후 거의 볼 수 없는 상황이다.

## 역 목록
| 역 서비스 범례                        | 역 서비스 범례                            |
| ------------------------------------- | ----------------------------------------- |
| 전 시간대에 정차                      | 전 시간대에 정차                          |
| 새벽 시간대를 제외한 전 시간대에 정차 | 심야 시간대를 제외한 전 시간대에 정차     |
| 평일에만 정차                         | 평일에만 정차                             |
| 러시아워 시간대의 혼잡 구간에만 정차  | 출퇴근 시간대의 혼잡 구간에만 정차        |
| 시간대 세부 정보                      |                                           |
|                                       |                                           |
| 장애인 접근                           | 미국 장애인법 적용 역                     |
| ↑                                     | 미국 장애인법에 따라 화살표만 표시하는 역 |
| ↓                                     | 미국 장애인법에 따라 화살표만 표시하는 역 |
|                                       | 중이층으로만 이동가능한 엘리베이터        |

| 인근 위치                   |                                                                    | 역 (한글)                     | 역 (영문)                       | 개업일자         | 환승 및 참고                                                                                 |
| --------------------------- | ------------------------------------------------------------------ | ----------------------------- | ------------------------------- | ---------------- | -------------------------------------------------------------------------------------------- |
| 맨해튼                      |                                                                    |                               |                                 |                  |                                                                                              |
| 첼시                        |                                                                    | 8번로                         | Eighth Avenue                   | 1931년 5월 30일  | A C E (IND 8번로 선)                                                                         |
| 첼시                        |                                                                    | 6번로                         | Sixth Avenue                    | 1924년 6월 30일  | 1 2 3 (IRT 브로드웨이-7번로 선 : 14번가) F M (IND 6번로 선 : 14번가) PATH 환승 가능: 14번가) |
| 유니언 스퀘어               |                                                                    | 유니언 스퀘어                 | Union Square                    | 1924년 6월 30일  | N Q R W (BMT 브로드웨이 선) 4 5 6 <6> (IRT 렉싱턴 애비뉴 선)                                 |
| 이스트빌리지                |                                                                    | 3번로                         | Third Avenue                    | 1924년 6월 30일  |                                                                                              |
| 이스트빌리지                |                                                                    | 1번로                         | First Avenue                    | 1924년 6월 30일  | 북행 M15 셀렉트 버스 서비스                                                                  |
| 브루클린                    |                                                                    |                               |                                 |                  |                                                                                              |
| 이스트 강 밑의 14번가 터널  |                                                                    |                               |                                 |                  |                                                                                              |
| 윌리엄스버그                |                                                                    | 베드포드 애비뉴               | Bedford Avenue                  | 1924년 6월 30일  |                                                                                              |
| 윌리엄스버그                |                                                                    | 로리머 스트리트               | Lorimer Street                  | 1924년 6월 30일  | G (IND 크로스타운 선 : 메트로폴리탄 애비뉴)                                                  |
| 윌리엄스버그                |                                                                    | 그레이엄 애비뉴               | Graham Avenue                   | 1924년 6월 30일  |                                                                                              |
| 윌리엄스버그                |                                                                    | 그랜드 스트리트               | Grand Street                    | 1924년 6월 30일  |                                                                                              |
| 이스트 윌리엄스버그         |                                                                    | 몬트로즈 애비뉴               | Montrose Avenue                 | 1924년 6월 30일  |                                                                                              |
| 이스트 윌리엄스버그         |                                                                    | 모건 애비뉴                   | Morgan Avenue                   | 1928년 7월 14일  |                                                                                              |
| 부시위크                    |                                                                    | 제퍼슨 스트리트               | Jefferson Street                | 1928년 7월 14일  |                                                                                              |
| 부시위크                    |                                                                    | 데칼브 애비뉴                 | DeKalb Avenue                   | 1928년 7월 14일  |                                                                                              |
| 부시위크/ 리지우드          |                                                                    | 미를-윅오프 애비뉴            | Myrtle–Wyckoff Avenues          | 1928년 7월 14일  | M (BMT 미를 애비뉴 선) 원래 명칭 미를 애비뉴(Myrtle Avenue)                                  |
| 부시위크/ 리지우드          |                                                                    | 할시 스트리트                 | Halsey Street                   | 1928년 7월 14일  |                                                                                              |
| 부시위크                    | ↑                                                                  | 윌슨 애비뉴                   | Wilson Avenue                   | 1928년 7월 14일  | 북쪽 방면에서만 ADA-액세서빌(접근성) 가능                                                    |
| 부시위크                    |                                                                    | 부시윅 애비뉴-애버딘 스트리트 | Bushwick Avenue–Aberdeen Street | 1928년 7월 14일  |                                                                                              |
| 이스트뉴욕/ 브로드웨이 정션 |                                                                    | 브로드웨이 정션               | Broadway Junction               | 1928년 7월 14일  | J Z (BMT 자메이카 선) A C (IND 풀튼 스트리트 선)                                             |
| 이스트뉴욕/ 브로드웨이 정션 | BMT 자메이카 선과 선로 연결 (정규운행 없음)                        |                               |                                 |                  |                                                                                              |
| 이스트뉴욕/ 브로드웨이 정션 | 이스트 뉴욕 야드와 선로 연결                                       |                               |                                 |                  |                                                                                              |
| 이스트뉴욕/브라운즈빌       |                                                                    | 애틀랜틱 애비뉴               | Atlantic Avenue                 | 1906년 12월 28일 | LIRR 환승 가능 : 이스트 뉴욕                                                                 |
| 이스트뉴욕/브라운즈빌       |                                                                    | 서터 애비뉴                   | Sutter Avenue                   | 1906년 12월 28일 |                                                                                              |
| 이스트뉴욕/브라운즈빌       |                                                                    | 리보니아 애비뉴               | Livonia Avenue                  | 1906년 12월 28일 |                                                                                              |
| 이스트뉴욕/브라운즈빌       | 린덴 샵스(Linden Shops)로 선로 연결 (제3궤조 아님; 디젤 차량 전용) |                               |                                 |                  |                                                                                              |
| 이스트뉴욕/브라운즈빌       |                                                                    | 뉴 로츠 애비뉴                | New Lots Avenue                 | 1906년 12월 28일 | 원래 명칭은 뉴 로츠 로드(New Lots Road) B15 버스를 통해 JFK Airport 이용 가능                |
| 캐나시                      |                                                                    | 이스트 105번가                | East 105th Street               | 1906년 12월 28일 | 지상역, 1906년에 승강장을 고가 섬식으로 이전.                                                |
| 캐나시                      | 캐나시 야드로 선로 연결                                            |                               |                                 |                  |                                                                                              |
| 캐나시                      |                                                                    | 캐나시-로커웨이 파크웨이      | Canarsie–Rockaway Parkway       | 1906년 12월 28일 | 지상역, 영역을 넓혀 종착역으로 재건.                                                         |
| 캐나시                      |                                                                    | 플랫랜즈 애비뉴               | Flatlands Avenue                |                  | 버려진 노선; 역은 철거됨                                                                     |
| 캐나시                      |                                                                    | 애비뉴 L                      | Avenue L                        |                  | 버려진 노선; 역은 철거됨                                                                     |
| 캐나시                      |                                                                    | 캐나시 피어                   | Canarsie Pier                   |                  | 버려진 노선; 역은 철거됨                                                                     |